# 1H-Borepin
Borepin ist eine ungesättigte heterocyclische chemische Verbindung. Es ist der einfachste siebengliedrige ungesättigte borhaltige Heterocyclus und damit die Stammverbindung der Borepine. 1H-Borepin ist isoelektronisch mit dem Tropylium-Kation.

## Darstellung
Borepin kann durch Cl-H-Austausch aus dem entsprechenden Chlorborepin und Tributylstannan erzeugt werden.